# Дрейдл

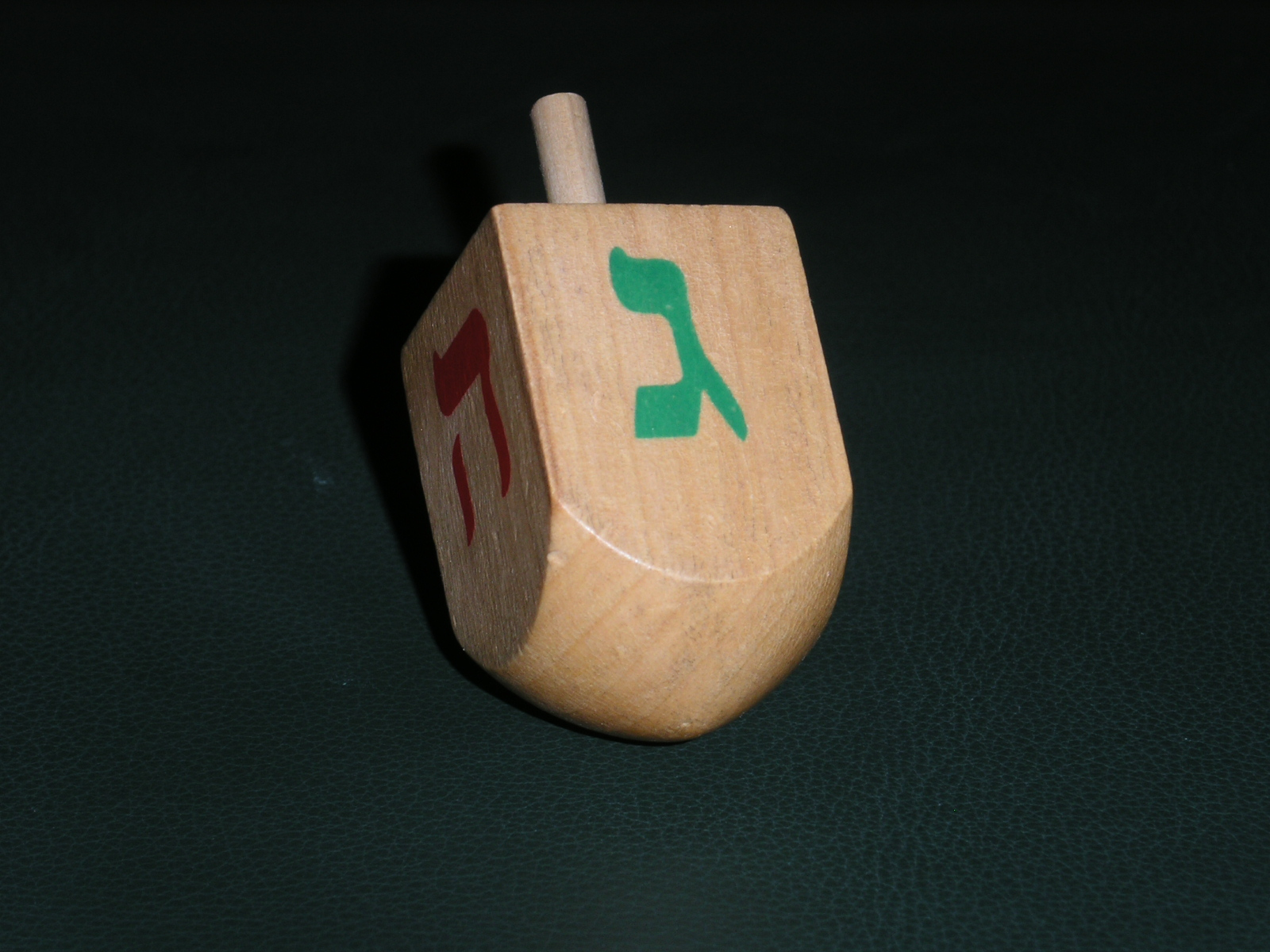
Дрейдл из дерева

Дрейдл (идиш דרײדל‎ — дрэйдл, ивр. סביבון‎ — севиво́н, англ. dreidel) — четырёхгранный волчок, с которым, согласно традиции, дети играют во время еврейского праздника Ханука.
На каждой грани дрейдла написана еврейская буква: нун, гимель, хе и шин. Это начальные буквы слов в предложении «נס גדול היה שם» (Нес гадоль хайя шам — «Чудо великое было там»). В Израиле вместо буквы шин пишут букву пей — «Нес гадоль хайя по» — «Чудо великое было здесь»:
«Нун» (נ) — первая буква слова «нес», «чудо»
«Гимель» (ג) — первая буква слова «гадоль», «великий»
«Хе» (ה) — первая буква слова «хайя», «было»
«Пей» (פ) — первая буква слова «по», «здесь»
В мистической традиции этим буквам придаются также и иные значения (например, «душа», «тело», «разум» и «целое», или Навуходоносор, Аман, Гог, и Рим), в том числе и цифровое «358» в гематрии.
Дрейдл стал темой для многих народных песен, считалок и загадок на идише, а в новое время также на иврите и английском языках. Он также нашёл отражение в современной еврейской литературе (например, в рассказе Шолом-Алейхема «Ханукальные деньги»).

## Название
На идише волчок изначально имел несколько названий: «дрэйдл» (от слова дрэйен — вертеть), «варфл» (от слова варфн — бросать), «штэл айн» (устанавливай), «гор» (целиком), и «фаргл» (этимология неясна), из которых «дрэйдл» со временем стал наиболее употребительным.
С возникновением современной литературы на иврите попытки создать ивритский термин для дрейдла предпринимали Менделе Мойхер-Сфорим и Хаим-Нахман Бялик («каркар», כרכר), однако утвердилось слово «севивон» (סביבון), представляющее собой однокорневую кальку с идиша: как и «дрэйдл», оно образовано от глагола крутить. Согласно современной традиции, этим словом назвал ханукальный волчок пятилетний Итамар Бен Ави (1882—1943), сын ключевой фигуры в возрождении современного иврита Элиэзера Бен-Йехуды; в письменной форме оно появилось значительно позже.
В английском языке, как и по-русски, для обозначения ханукального волчка используется идишское слово dreidel (вариант: dreidl), которым обозначают и собственно игру; в письменном виде впервые зафиксировано в 1916 году.

## Игра в дрейдл
Играть принято на мелкие монетки (а также на яблоки или орехи). Дрейдл крутят по очереди:
- Если выпадает нун, то никто не выигрывает — пускающий передает ход,
- Если гимель, то банк получает пускающий,
- Если хе, то пускающий получает полбанка,
- Если шин (пэй), то пускающий докладывает ставку в банк.

### Происхождение игры
Несмотря на легенду о древнем происхождении игры, первые документальные упоминания о ней датируются XVI веком. В германских землях волчок был известен как «Torrel» или «Trendl» («Trundl») и на четырёх гранях был помечен латинскими буквами N, G, H, и S. Эти буквы составляли немецкую мнемограмму правил игры: Nichts (ничего), Ganz (всё), Halb (половина), Stell (ставь). В еврейской версии те же буквы, записанные еврейским письмом, поначалу озвучивались аналогичным образом на идише: ני(ש)ט — ни(ш)т (ничего), גיב — гиб (дай), האַלב — халб (половина), שטעל — штэл (ставь). Таким образом буквы ש ,ה ,ג ,נ озвучиваются при игре на идише (например, в хасидских семьях) с некоторыми вариациями и по сей день (вариант: ג — гит, хорошо, и ש — шлэхт, плохо). Только позднее игра стала ассоциироваться с Ханукой и буквы приобрели отсылающее к праздничной легенде и не связанное напрямую с игрой традиционное значение. В неашкеназских еврейских общинах игра получила некоторое хождение лишь во второй половине XX века.